# Thil-Manneville
Thil-Manneville è un comune francese di 545 abitanti situato nel dipartimento della Senna Marittima nella regione della Normandia.

## Società

### Evoluzione demografica
Abitanti censiti